# 抱きしめてTONIGHT
「抱きしめてTONIGHT」（だきしめてトゥナイト）は、1988年4月21日にリリースした田原俊彦の32作目のシングル。

## 音楽性

### 抱きしめてTONIGHT
田原自身が主演したフジテレビ系テレビドラマ『教師びんびん物語』の主題歌に起用された。
バックダンサーは、元ジャPAニーズの乃生佳之と当時CHA-CHAのメンバーでもあった木野正人が務めた。「ザ・ベストテン」などのテレビの音楽番組では田原と一緒に出演していた。乃生はジャニー喜多川から電話でオファーを受けた際に難色を示していたが、振付を担当していたボビー吉野の指名により翻意したという逸話がある。
アルバム『Dancin'』に『抱きしめてTONIGHT (Long Version)』としてリミックスされている。

### がんばれよナ先生
フジテレビ系テレビドラマ『教師びんびん物語』の挿入歌として使用された。
先述の木野によると、当初はこれがA面になる予定だったらしく、最終的にジャニー喜多川が田原のダンス力をより発揮出来るように変えたとのこと。

## ディスクジャケット
デビューから前作までのジャケットデザインは、松田聖子や堀ちえみなど多くのアイドルアーティストの作品を手がけた山田充が担当していたが、本作から三ツ井正澄が担当した。

## リリース
1988年4月21日に、ポニーキャニオンのNAVレーベルから、7インチレコードとCT、8cmCDの3形態で発売された。
田原の作品として初めて8cmCDが同時発売され、このシングル以降の5作品は3形態（7インチレコード、CT、8cmCD）が同時に発売された。

## 成績
オリコンシングルチャートでは最高3位にランクインしたが、音楽番組『ザ・ベストテン』（TBS系）『歌のトップテン』（日本テレビ系）では1位にランクイン。両番組の年間チャートでは、ジャニーズ及びレコード会社の後輩であった光GENJIの「パラダイス銀河」を抑えて1位となった。『ザ・ベストテン』における本作の登場週数は14回である。
1988年度の日本有線大賞でも最優秀ヒット賞に選ばれたが、会場での披露を固辞するメッセージが流された。

## 紅白歌合戦の出場辞退
同曲のヒットで、当初1988年大晦日の『第39回NHK紅白歌合戦』に2年ぶりの復帰出場が決まっていたが、前年の『第38回紅白歌合戦』に落選した事もあって、田原自ら紅白歌合戦からの「卒業」を宣言し、敢えて紅白出演を辞退した。その後も田原は一度も紅白に出場していない。

## その他
バラエティ番組『とんねるずのみなさんのおかげでした』では、この曲を利用した「抱きしめてTONIGHTものまねメドレー選手権」というコーナーがあった。
前奏部分が、横浜FCの三浦知良のチャントに使用されている。

## 収録曲
| 全作詞: 森浩美、全作曲: 筒美京平、全編曲: 船山基紀。 |                       |        |            |      |
| #                                                    | タイトル              | 作詞   | 作曲・編曲 | 時間 |
| 1.                                                   | 「抱きしめてTONIGHT」 | 森浩美 | 筒美京平   | 4:13 |
| 2.                                                   | 「がんばれよナ先生」  | 森浩美 | 筒美京平   | 4:04 |
| 合計時間:                                            | 合計時間:             | 8:17   |            |      |

| 全作詞: 森浩美、全作曲: 筒美京平、全編曲: 船山基紀。 |                                             |        |            |      |
| #                                                    | タイトル                                    | 作詞   | 作曲・編曲 | 時間 |
| 1.                                                   | 「抱きしめてTONIGHT」                       | 森浩美 | 筒美京平   | 4:13 |
| 2.                                                   | 「抱きしめてTONIGHT」(オリジナル・カラオケ) | 森浩美 | 筒美京平   | 4:13 |
| 3.                                                   | 「がんばれよナ先生」                        | 森浩美 | 筒美京平   | 4:04 |
| 4.                                                   | 「がんばれよナ先生」(オリジナル・カラオケ)  | 森浩美 | 筒美京平   | 4:04 |
| 合計時間:                                            | 合計時間:                                   | 16:34  |            |      |

## 参加ミュージシャン
- 岡本郭男（Drums）
- 長岡道夫（E.Bass）
- 今剛（E.Guitar）
- 矢島マキ（Keyboards）
- 数原晋（Trumpet）
- 西山健治（Trombone）
- ジェイク・H・コンセプション（Sax）
- 友田啓明グループ（Violin）
- ミュージッククリエイション（子供コーラス）
- 助川宏（Synth.Operator）

## 販売形態
| 規格 | 発売日        | リリース         | 品番      | 収録トラック                                                                    |
| ---- | ------------- | ---------------- | --------- | ------------------------------------------------------------------------------- |
| EP   | 1988年4月21日 | ポニーキャニオン | 7A 0843   | A面：抱きしめてTONIGHT B面：がんばれよナ先生                                    |
| CT   | 1988年4月21日 | ポニーキャニオン | 10P 13222 | A面：「抱きしめてTONIGHT」「がんばれよナ先生」 B面：上記2曲のオリジナルカラオケ |
| CD   | 1988年4月21日 | ポニーキャニオン | S10A 0022 | 1:抱きしめてTONIGHT 2:がんばれよナ先生                                          |

## カバー
- 2004年、TOKIO（アルバム『TOK10』に収録）
- 2005年、稲垣潤一（アルバム『Unchained Melody』に収録）